# Ibema
Ibema ist ein brasilianisches Munizip im Westen des Bundesstaats Paraná. Es hat 6.218 Einwohner (2022), die sich Ibemenser nennen. Seine Fläche beträgt 145 km². Es liegt 873 Meter über dem Meeresspiegel.

## Etymologie
Der Name stammt von dem Sägewerk der Ibema Indústria Brasileira de Madeiras S/A, um das herum der Ort entstanden ist.

## Geschichte

### Besiedlung
In den 1950er Jahren gründete die Camargo-Gruppe von Francisco Natel de Camargo die Serraria Formiga. Diese Gruppe besaß ein großes, mit dichtem Araukarienwald bewachsenes Gebiet. Später, um 1962, kam die Firma Ibema, die von der Camargo-Gruppe etwa 40 Alqueires (knapp 100 Hektar) an der heutigen BR-277 kaufte. Sie errichtete ein großes Sägewerk.
Die Camargo-Gruppe hatte geplant, in der Nähe des Sägewerks ein Dorf zu gründen, das Camargópolis genannt werden sollte. Mit dem Verkauf eines weiteren Teils ihrer Ländereien an die Familie Sbaraini verzögerte sich jedoch die Idee des Dorfes, und dann wurde Vila Camargópolis wegen des Sägewerks in Ibema umbenannt.
Die von der Ibema errichtete Infrastruktur ließ einen Wohnbebauungskern um das Sägewerk herum entstehen, der einen evolutionären Wachstumsprozess durchlief.

### Erhebung zum Munizip
Ibema wurde durch das Staatsgesetz Nr. 9007 vom 12. Juni 1989 aus Catanduvas ausgegliedert und in den Rang eines Munizips erhoben. Es wurde am 1. Januar 1990 als Munizip installiert.

## Geografie

### Fläche und Lage
Ibema liegt auf dem Terceiro Planalto Paranaense (der Dritten oder Guarapuava-Hochebene von Paraná). Seine Fläche beträgt 145 km². Es liegt auf einer Höhe von 873 Metern.

### Vegetation
Das Biom von Ibema ist Mata Atlântica.

### Klima
Das Klima ist gemäßigt warm. Es werden hohe Niederschlagsmengen verzeichnet (2050 mm pro Jahr). Im Jahresdurchschnitt liegt die Temperatur bei 19,4 °C. Die Klimaklassifikation nach Köppen und Geiger lautet Cfa.

### Gewässer
Ibema liegt im Einzugsgebiet des Rio Iguaçu. Der Rio Izolina, der zu dessen rechtem Nebenfluss Rio Guarani fließt, bildet die östliche Grenze des Munizips.

### Straßen
Ibema liegt an der BR-277 zwischen Cascavel im Westen und Guarapuava im Osten.

### Nachbarmunizipien
|            | Campo Bonito                                |            |
| Cascavel   | Kompassrose, die auf Nachbargemeinden zeigt | Guaraniaçu |
| Catanduvas |                                             |            |

## Stadtverwaltung
Bürgermeisterin: Viviane Comiran, MDB (2021–2024)
Vizebürgermeister: Leocádio Schuh, Cidadania (2021–2024)

## Demografie

### Bevölkerungsentwicklung
| Jahr | Einwohner | Stadt | Land |
| ---- | --------- | ----- | ---- |
| 1991 | 6.106     | 62 %  | 38 % |
| 2000 | 5.872     | 76 %  | 24 % |
| 2010 | 6.066     | 81 %  | 19 % |
| 2022 | 6.218     |       |      |

Quelle: IBGE, bis 2010: Volkszählungen und Volkszählung 2022

### Ethnische Zusammensetzung
| Gruppe * | 1991    | 2000    | 2010    | wer sich als …                                                                   |
| --- | ------- | ------- | ------- | -------------------------------------------------------------------------------- |
| Weiße | 57,1 %  | 68,7 %  | 64,3 %  | weiß bezeichnet                                                                  |
| Schwarze | 1,6 %   | 1,3 %   | 2,4 %   | schwarz bezeichnet                                                               |
| Gelbe | 0,0 %   | 0,1 %   | 0,4 %   | von fernöstlicher Herkunft wie japanisch, chinesisch, koreanisch etc. bezeichnet |
| Braune | 41,3 %  | 29,6 %  | 32,6 %  | braun oder als Mischung aus mehreren Gruppen bezeichnet                          |
| Indigene | 0,0 %   | 0,0 %   | 0,3 %   | Ureinwohner oder Indio bezeichnet                                                |
| ohne Angabe | 0,0 %   | 0,2 %   | 0,0 %   |                                                                                  |
| Gesamt | 100,0 % | 100,0 % | 100,0 % |                                                                                  |
| *) Anmerkung: Das IBGE verwendet für Volkszählungen ausschließlich diese fünf Gruppen. Es verzichtet bewusst auf Erläuterungen. Die Zugehörigkeit wird vom Einwohner selbst festgelegt. |         |         |         |                                                                                  |

Quelle: IBGE (Stand: 1991, 2000 und 2010)

## Wirtschaft

### Kennzahlen
Mit einem Bruttoinlandsprodukt pro Einwohner von 23.231,92 R$ (rund 5.200 €) lag Ibema 2019 an 295. Stelle der 399 Munizipien Paranás.
Sein mittelhoher Index der menschlichen Entwicklung von 0,685 (2010) setzte es auf den 288. Platz der paranaischen Munizipien.